# Абранка (притока Іршавки)
Абранка  — річка в Україні у Іршавському районі Закарпатської області. Ліва притока річки Іршавки (басейн Дунаю).

## Опис
Довжина річки приблизно 10,52 км, найкоротша відстань між витоком і гирлом — 6,87  км, коефіцієнт звивистості річки — 1,55 . Формується багатьма гірськими струмками.

## Розташування
Бере початок на східних схилах гори Смологивицький Дол (807,1 м). Тече переважно на південний захід буковим лісом, далі понад горою Кривуля (591,3 м), через село Локіть і на північно-західній стороні від села Чорний Потік впадає у річку Іршавку, праву притоку річки Боржави.
Населені пункти вздовж берегової смуги: Смологовиця.